# كاسيدي راي
كاسيدي راي (بالإنجليزية: Cassidy Rae)‏ هي ممثلة أمريكية، ولدت في 7 يونيو 1976 بكليرمونت في الولايات المتحدة.

## وصلات خارجية
- كاسيدي راي على موقع IMDb (الإنجليزية)
- كاسيدي راي على موقع أول موفي (الإنجليزية)
- كاسيدي راي على موقع قاعدة بيانات الفيلم (الإنجليزية)